# Hiddekel Cavus
L'Hiddekel Cavus è una formazione geologica della superficie di Marte.